# Cnestidium bakerianum
Cnestidium bakerianum là một loài thực vật có hoa trong họ Connaraceae. Loài này được (Britton) Schellenb. mô tả khoa học đầu tiên năm 1925.